# Rubia chinensis
Rubia chinensis är en måreväxtart som beskrevs av Eduard August von Regel och Richard Karlovich Maack. Rubia chinensis ingår i släktet krappar, och familjen måreväxter.

## Underarter
Arten delas in i följande underarter:
- R. c. chinensis
- R. c. glabrescens